# Savigny (Rodano)
Savigny è un comune francese di 1 974 abitanti situato nel dipartimento del Rodano della regione Alvernia-Rodano-Alpi.

## Storia
Nei pressi del villaggio sorgeva l'abbazia benedettina di San Martino, del IX secolo. Situata al confine fra Lyonnais, Beaujolais e Forez, dovette nei secoli far fronte alle ambizioni dei conti di Forez, dei signori di Beaujeu e dell'arcivescovo di Lione. Più volte distrutta e ricostruita, l'abbazia fu soppressa nel 1779, a seguito di un editto reale, successivamente confermato da una bolla papale di Papa Pio VI.

## Società

### Evoluzione demografica
Abitanti censiti